# Jacques Gauthier
Jacques A. Gauthier (ur. w 1948) – paleontolog kręgowców, morfolog i systematyk, jeden z prekursorów kladystyki w biologii. 

## Życiorys
Gauthier zakończył studium zoologii na Uniwersytecie Stanowym w San Diego w 1980 i otrzymał tytuł doktora w paleontologii na Uniwersytecie Kalifornijskim w Berkeley w 1984. Obecnie jest profesorem geologii, geofizyki, ekologii i biologii ewolucyjnej oraz kuratorem paleontologii i zoologii kręgowców na Uniwersytecie Yale. 
Przedmiotem jego pracy doktorskiej była pierwsza duża analiza kladystyczna diapsydów, jak i teza o monofiletycznej systematyce dinozaurów. Tezę tę rozwinął w publikacji, w której opisuje pochodzenie ptaków od teropodów. Jest to pierwsza głęboka analiza kladystyczna teropodów, która wywołała rewolucję w filogenetyce dinozaurów: kladystyka zastąpiła taksonomię Linneusza w klasyfikacji i filogenetycznym pojmowaniu dinozaurów.

## Publikacje
- Gauthier, Jacques A. (1984): A cladistic analysis of the higher systematic categories of the Diapsida. [PhD dissertation]. Available from University Microfilms International, Ann Arbor, 85–12825, vii + 564.
- Gauthier, Jacques A. (1986): Saurischian monophyly and the origin of birds. In: Padian, K. (ed.): The Origin of Birds and the Evolution of Flight. Memoirs of the California Academy of Sciences 8: 1–55.
- Gauthier, Jacques A.; Estes, R. & de Queiroz, Kevin (1988): A phylogenetic analysis of Lepidosauromorpha. In: Estes, R. & Pregill, G. (eds.): The Phylogenetic Relationships of the Lizard Families: 15–98. Stanford University Press, Palo Alto.
- Gauthier, Jacques A.; Kluge, A. & Rowe, T. (1988): Amniote phylogeny and the importance of fossils. Cladistics 4(2): 105–209.
- Rowe, T. & Gauthier, Jacques (1990): Ceratosauria. In: Weishample, D.; Dodson, P. & Osmólska, Halszka (eds.): The Dinosauria: 151–168. University of California Press, Berkeley.
- de Queiroz, Kevin & Gauthier, Jacques A. (1992): Phylogenetic taxonomy. Annu. Rev. Ecol. Syst. 23: 449–480.
- Gauthier, Jacques A. (1994): The diversification of the amniotes. In: Prothero, D. (ed.): Major Features of Vertebrate Evolution: Short Courses in Paleontology: 129–159. Paleontological Society.
- Donoghue, M.J. & Gauthier, Jacques A. (2004): Implementing the PhyloCode. Trends Ecol. Evol. 19(6): 281 i 282.

i inne.